# Pachacanthocnemis bella
Pachacanthocnemis bella är en insektsart som först beskrevs av Walker 1851.  Pachacanthocnemis bella ingår i släktet Pachacanthocnemis och familjen spottstritar. Inga underarter finns listade i Catalogue of Life.